# Pezuls
Pezuls település Franciaországban, Dordogne megyében. Lakosainak száma 118 fő (2022. január 1.). Pezuls Trémolat, Mauzac-et-Grand-Castang, Paunat, Val de Louyre et Caudeau és Sainte-Foy-de-Longas községekkel határos.

## Népesség
A település népességének változása:
| Lakosok száma | 138  | 133  | 130  | 123  | 111  | 113  | 122  | 127  | 128  | 118  |
|               | 1968 | 1982 | 1990 | 2006 | 2013 | 2015 | 2017 | 2019 | 2020 | 2022 |